# Lew Żylcow
Lew Michajłowicz Żylcow (ros. Лев Михайлович Жильцов, ur. 2 lutego 1928 w Nachabino w obwodzie moskiewskim, zm. 28 lutego 1996 w Moskwie) – radziecki kontradmirał, Bohater Związku Radzieckiego (1962).

## Życiorys
Urodził się w rodzinie robotnika, który później poległ na froncie wojny z Niemcami. Od 1935 mieszkał w Iwantiejewce, w 1945 ukończył Leningradzką Przygotowawczą Szkołę Wojskowo-Morską. Od 1945 służył we Flocie Wojskowo-Morskiej, początkowo we Flocie Czarnomorskiej jako nawigator (szturman) łodzi podwodnej, w 1949 ukończył Kaspijską Wyższą Szkołę Wojskowo-Morską. Po ukończeniu kursów w Leningradzie został pomocnikiem dowódcy PŁ S-61, a w sierpniu 1954 starszym pomocnikiem dowódcy pierwszej w ZSRR atomowej łodzi podwodnej 627 Kit (dowódca Leonid Osipienko). W 1958 został członkiem KPZR. W grudniu 1959 został dowódcą APŁ K3 (Flota Północna); pod jego dowództwem ta jednostka wykonała pierwszy w historii ZSRR kurs pod wielometrowym lodem Oceanu Arktycznego i 18 lipca 1962 wynurzyła się w bezpośrednim sąsiedztwie Bieguna Północnego, demonstrując techniczne możliwości młodej radzieckiej floty atomowej i wysokie możliwości podwodniaków z Floty Północnej. W 1966 ukończył Akademię Wojskowo-Morską i został zastępcą dowódcy samodzielnej brygady okrętów podwodnych Floty Bałtyckiej w Tallinnie, od marca 1971 do października 1974 dowodził 203 Samodzielną Brygadą Okrętów Podwodnych Floty Północnej, a od października 1974 do 1976 339 Samodzielną Brygadą Białomorskiej Wojskowo-Morskiej Bazy Floty Północnej. 25 kwietnia 1975 otrzymał stopień kontradmirała. W 1977 został zwolniony do rezerwy, a w grudniu 1986 zakończył służbę. W 1988 otrzymał honorowe obywatelstwo Iwantiejewki, gdzie w 1997 nazwano jego imieniem jedną z ulic. Został pochowany na Cmentarzu Trojekurowskim.

## Odznaczenia
- Złota Gwiazda Bohatera Związku Radzieckiego (20 lipca 1962)
- Order Lenina (dwukrotnie, 1959 i 1962)
- Order Czerwonej Gwiazdy (1981)
- Order „Za służbę Ojczyźnie w Siłach Zbrojnych ZSRR” III klasy (1976)

I medale.